# إد لعربا (سيدي حساين أو علي)
إد لعربا هي إحدى مشيخات المملكة المغربية، تتبع جغرافيا لإقليم سيدي إفني وإداريًا لسيدي حساين أو علي. يقدر عدد سكانها بـ 1599 نسمة حسب الإحصاء الرسمي للسكان والسكنى لسنة 2004.